# Evangelisches Krankenhaus Mülheim

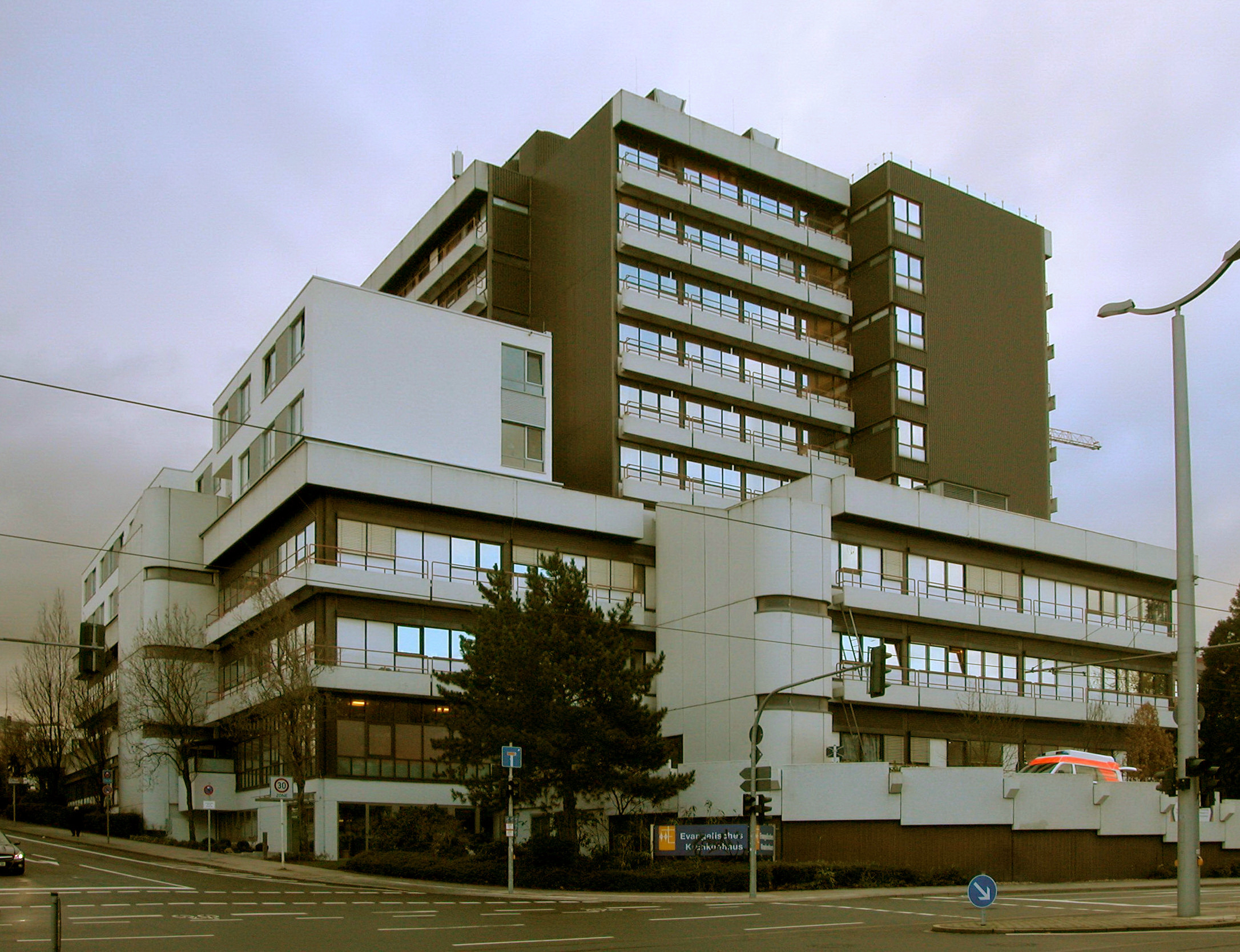
Das Evangelische Krankenhaus von NW gesehen

Die Evangelisches Krankenhaus Mülheim GmbH ist eine Tochtergesellschaft der ATEGRIS GmbH mit 602 Betten, 13 Fachabteilungen und ca. 1.250 Mitarbeitern in Mülheim an der Ruhr. Das nach proCum Cert inklusive KTQ zertifizierte Krankenhaus ist akademisches Lehrkrankenhaus der Universität Düsseldorf.

## Geschichte
Als erstes Krankenhaus in Mülheim an der Ruhr eröffnet am 19. März 1850 auf dem Kirchenhügel ein zunächst bescheidenes Haus mit nicht mehr als 10 Betten. Ein Jahr zuvor hatte der evangelische Pfarrer Eduard Wilhelm Schulz zu diesem Zweck ein Grundstück erworben. Von 1875 an wurde die Kapazität des Krankenhauses zunächst auf 34 Betten, 1900 dann auf 150 Betten erweitert. 1925/26 wurden weitere umfangreiche Erweiterungen durchgeführt. 
In der Zeit des Nationalsozialismus wurden auch Zwangssterilisationen durchgeführt, zum Beispiel an Anna Lehnkering (1915–1940). 
Die Altbauten mussten schließlich 1976/77 einem größeren Neubau weichen.

## Profil
Die Stiftung Evangelisches Kranken- und Versorgungshaus zu Mülheim an der Ruhr wurde als frei und gemeinnützig gegründet. Diese unterhält drei Einrichtungen für alte Menschen, einen ambulanten Pflegedienst sowie ein Hospiz. Das Krankenhaus ist Teil dieser gemeinnützigen Gesellschaft. Das ehrenamtliche Kuratorium der Stiftung besteht aus evangelischen Personen des öffentlichen und kirchlichen Lebens aus Mülheim.

## Fachabteilungen
| Neben den Fachabteilungen - Augenklinik Mülheim - Chirurgische Klinik - Gefäßchirurgische Klinik - Klinik für Unfallchirurgie und Orthopädie - Klinik für Plastische Chirurgie - Mülheimer Frauenklinik - Kardiologische Klinik - Medizinische Klinik Abteilung Innere Medizin und Gastroenterologie - Medizinische Klinik Abteilung Onkologie - Medizinische Klinik Abteilung Geriatrie | sind noch vier Institute angegliedert: - Institut für Anästhesie, operative Intensivmedizin und Schmerztherapie - Institut für Radioonkologie und Strahlentherapie - Institut für Diagnostische und Interventionelle Radiologie und das - Institut für Laboratoriumsmedizin Das Haus betreibt außerdem interdisziplinäre, zertifizierte Behandlungszentren: - Darmkrebszentrum-Mülheim - Brustkrebszentrum-Mülheim-Oberhausen (BZMO) |